# Championnat de Tchécoslovaquie de football 1975-1976
 (septembre 2015).
Si vous disposez d'ouvrages ou d'articles de référence ou si vous connaissez des sites web de qualité traitant du thème abordé ici, merci de compléter l'article en donnant les références utiles à sa vérifiabilité et en les liant à la section « Notes et références ».
Navigation
Saison précédente Saison suivante
La saison 1975-1976 du Championnat de Tchécoslovaquie de football est la 50e édition du championnat de première division en Tchécoslovaquie. Les seize meilleurs clubs du pays se retrouvent au sein d'une poule unique, la First League, où les formations s'affrontent deux fois, à domicile et à l'extérieur. À l'issue du championnat, les deux derniers du classement sont relégués et remplacés par les deux meilleurs clubs de II. Liga, la deuxième division tchécoslovaque.
C'est le club du FC Banik Ostrava qui termine en tête du classement du championnat avec un seul point d'avance sur un duo composé du double tenant du titre, le SK Slovan Bratislava et du SK Slavia Prague. C'est le tout premier titre de champion de Tchécoslovaquie de l'histoire du club.

## Les 16 clubs participants
- Dukla Prague
- Jednota Trencin - Promu de II. Liga
- Skoda Plzen
- SK Slovan Bratislava
- FC Bohemians Prague
- TJ ZVL Žilina
- VSS Kosice
- FK Inter Bratislava
- Zbrojovka Brno
- FC Banik Ostrava
- TZ Trinec
- Lokomotiva Kosice - Promu de II. Liga
- Sklo Union Teplice
- SK Slavia Prague
- Spartak Trnava
- LIAZ Jablonec

## Compétition

### Classement
Le barème utilisé pour établir le classement est le suivant :
- Victoire : 2 points
- Match nul : 1 point
- Défaite : 0 point

| Rang | Équipe                   | Pts | J  | G  | N  | P  | Bp | Bc | Diff |
| ---- | ------------------------ | --- | -- | -- | -- | -- | -- | -- | ---- |
| 1    | FC Baník Ostrava         | 37  | 30 | 14 | 9  | 7  | 37 | 29 | +8   |
| 2    | ŠK Slovan Bratislava (T) | 36  | 30 | 15 | 6  | 9  | 49 | 25 | +24  |
| 3    | SK Slavia Prague         | 36  | 30 | 16 | 4  | 10 | 50 | 33 | +17  |
| 4    | Dukla Prague             | 35  | 30 | 15 | 5  | 10 | 52 | 36 | +16  |
| 5    | Sklo Union Teplice       | 32  | 30 | 12 | 8  | 10 | 36 | 44 | -8   |
| 6    | FK Inter Bratislava      | 31  | 30 | 12 | 7  | 11 | 34 | 27 | +7   |
| 7    | Zbrojovka Brno           | 31  | 30 | 11 | 9  | 10 | 35 | 28 | +7   |
| 8    | FC Lokomotíva Košice (P) | 30  | 30 | 12 | 6  | 12 | 55 | 50 | +5   |
| 9    | FC Bohemians Prague      | 30  | 30 | 10 | 10 | 10 | 35 | 31 | +4   |
| 10   | FC Spartak Trnava        | 29  | 30 | 12 | 5  | 13 | 35 | 32 | +3   |
| 11   | VSS Kosice               | 28  | 30 | 11 | 6  | 13 | 45 | 42 | +3   |
| 12   | TJ ZVL Žilina            | 28  | 30 | 12 | 4  | 14 | 38 | 42 | -4   |
| 13   | Skoda Plzen              | 27  | 30 | 10 | 7  | 13 | 34 | 48 | -14  |
| 14   | Jednota Trencin (P)      | 26  | 30 | 9  | 8  | 13 | 23 | 53 | -30  |
| 15   | LIAZ Jablonec            | 24  | 30 | 7  | 10 | 13 | 28 | 51 | -23  |
| 16   | TŽ Trinec                | 20  | 30 | 8  | 4  | 18 | 22 | 37 | -15  |

|  | Qualification pour la Coupe d'Europe des clubs champions 1976-1977                                |
|  | Qualification pour la Coupe UEFA 1976-1977                                                        |
|  | Relégation en II. Liga                                                                            |
|  | (T) Tenant du titre (C) Vainqueur de la Coupe du Tchécoslovaquie (P) : Promu de deuxième division |

## Bilan de la saison
| Championnat de Tchécoslovaquie de football 1975-1976 |                              |
| Champion                                             | FC Banik Ostrava (1er titre) |
| Coupes et trophées                                   |                              |
| Vainqueur de la Coupe de Tchécoslovaquie 1975-1976   | AC Sparta Prague (II. Liga)  |
| Qualifications continentales                         |                              |
| Coupe d'Europe des clubs champions 1976-1977         | FC Banik Ostrava             |
| Coupe des Coupes 1976-1977                           | AC Sparta Prague             |
| Coupe UEFA 1976-1977                                 | SK Slovan Bratislava         |
| Coupe UEFA 1976-1977                                 | SK Slavia Prague             |
| Promotions et relégations                            |                              |
| Promus en I. Liga                                    | AC Sparta Prague             |
| Promus en I. Liga                                    | VP Frydek-Mistek             |
| Relégués en II. Liga                                 | LIAZ Jablonec                |
| Relégués en II. Liga                                 | TZ Trinec                    |